# Digital Living Network Alliance
Digital Living Network Alliance (DLNA) (wcześniej Digital Home Working Group) – międzynarodowa organizacja skupiająca producentów elektroniki użytkowej, sprzętu komputerowego i urządzeń mobilnych. Głównym celem DLNA jest uporządkowanie standardów przewodowej i bezprzewodowej sieci komputerów osobistych (PC), elektroniki użytkowej i urządzeń mobilnych w domu i na drodze, aby były w stanie ze sobą się komunikować, stworzenia jednolitego środowiska dla współdzielenia nowych cyfrowych mediów. DLNA skupia się na dostarczaniu struktury wytycznych projektowania opartych na otwartych standardach razem ze świadectwem certyfikacji i logo programu, aby oficjalnie weryfikować zgodność i współpracę w produktach dla klientów.
Wytyczne DLNA wyznaczają standardy komunikacji dla producentów elektroniki użytkowej w celu umożliwienia współdzielenia zasobów multimedialnych w ramach sieci domowej.

## Specyfikacja

### Klasy certyfikowanych urządzeń DLNA
Sieciowe urządzenia domowe
- Digital Media Server (DMS): cyfrowy serwer mediów – składuje treści i udostępnia je cyfrowym odtwarzaczom mediów (DMP) lub cyfrowym urządzeniom renderującym (DMR). 
Przykład (DMS): komputery i urządzenia NAS.
- Digital Media Player (DMP): cyfrowy odtwarzacz mediów – znajduje treści serwera mediów (DMS) umożliwiając ich odtwarzanie i renderowanie. Treści są pobierane z (DMS). 
Przykład (DMP): telewizory, konsole do gier.
- Digital Media Renderer (DMR): cyfrowe urządzenie renderujące – odtwarza treści zgodnie z instrukcjami kontrolera mediów cyfrowych (DMC). W odróżnieniu od cyfrowego odtwarzacza mediów (DMP) treści są tutaj wpychane z (DMS).  Istnieją urządzenia będące jednocześnie DMP (treści są pobierane) i DMR (treści są wpychane).
Przykład (DMR): telewizory, bezprzewodowe głośniki.
- Digital Media Controller (DMC): kontroler mediów cyfrowych – znajduje treści serwera mediów (DMS) i instruuje cyfrowe urządzenie renderujące (DMR) by odtwarzały zawartość. Treści nie przechodzą przez kontroler (DMC). 
Przykład (DMC): tablety, smartfony.